# Chioggia
Chioggia (vènet Cióxa) és un municipi italià, situat a la regió del Vèneto i a la ciutat metropolitana de Venècia. L'any 2006 tenia 50.888 habitants. Limita amb els municipis de Campagna Lupia, Cavarzere, Codevigo (PD), Cona, Correzzola (PD), Loreo (RO), Rosolina (RO) i Venècia.

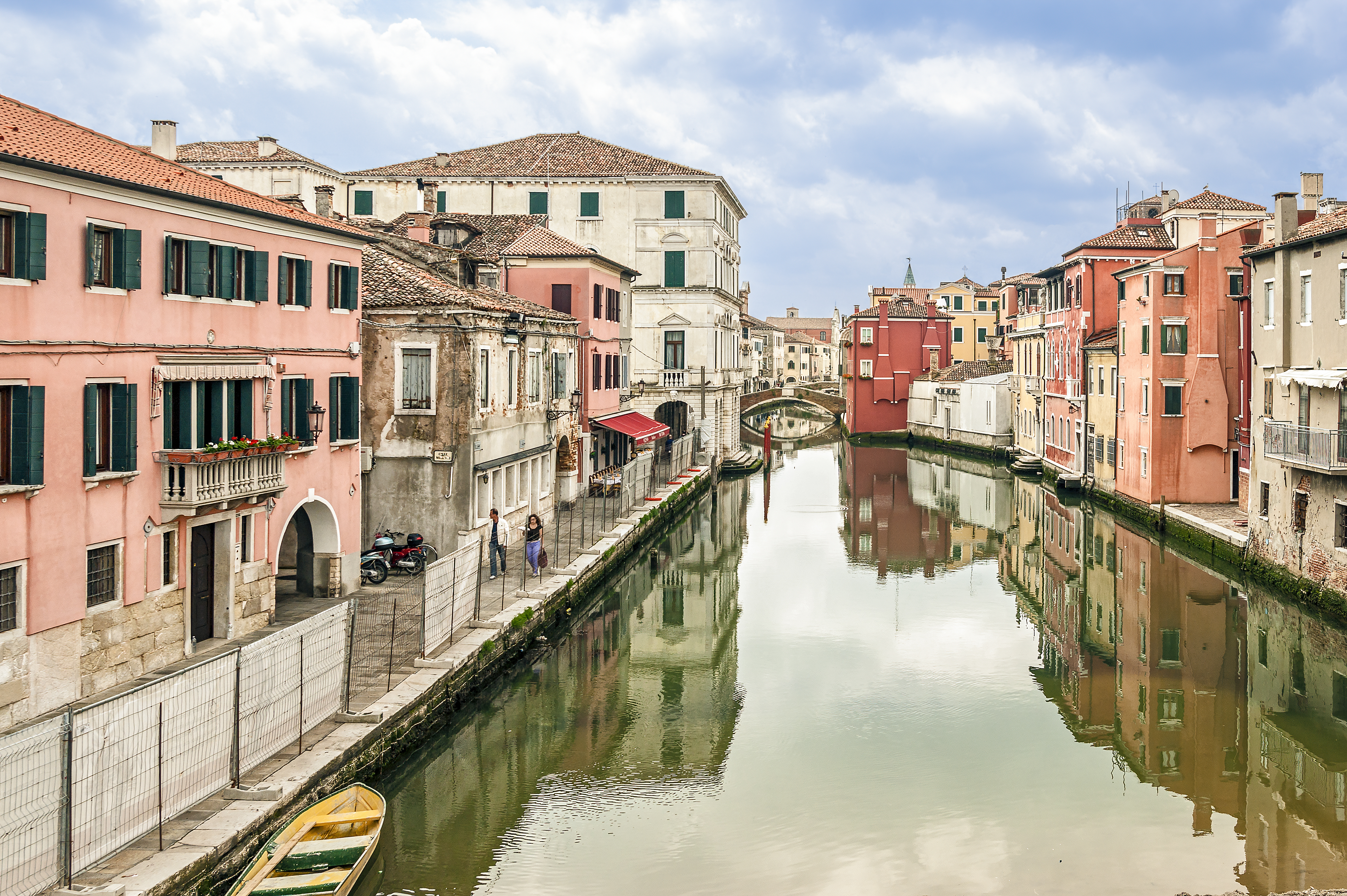
Canal Vena a Chioggia